# Michael Helding

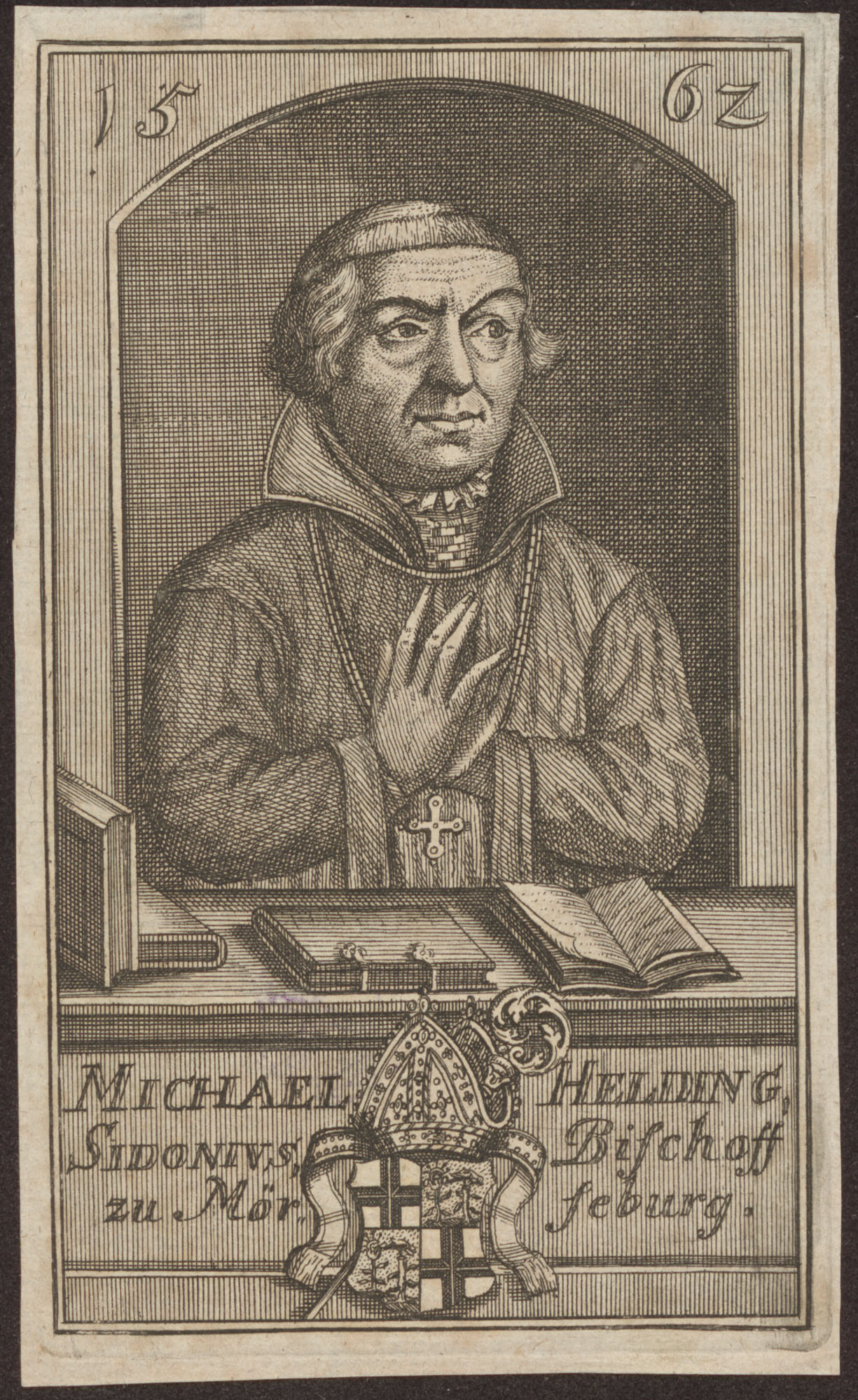
Bischof Michael Helding

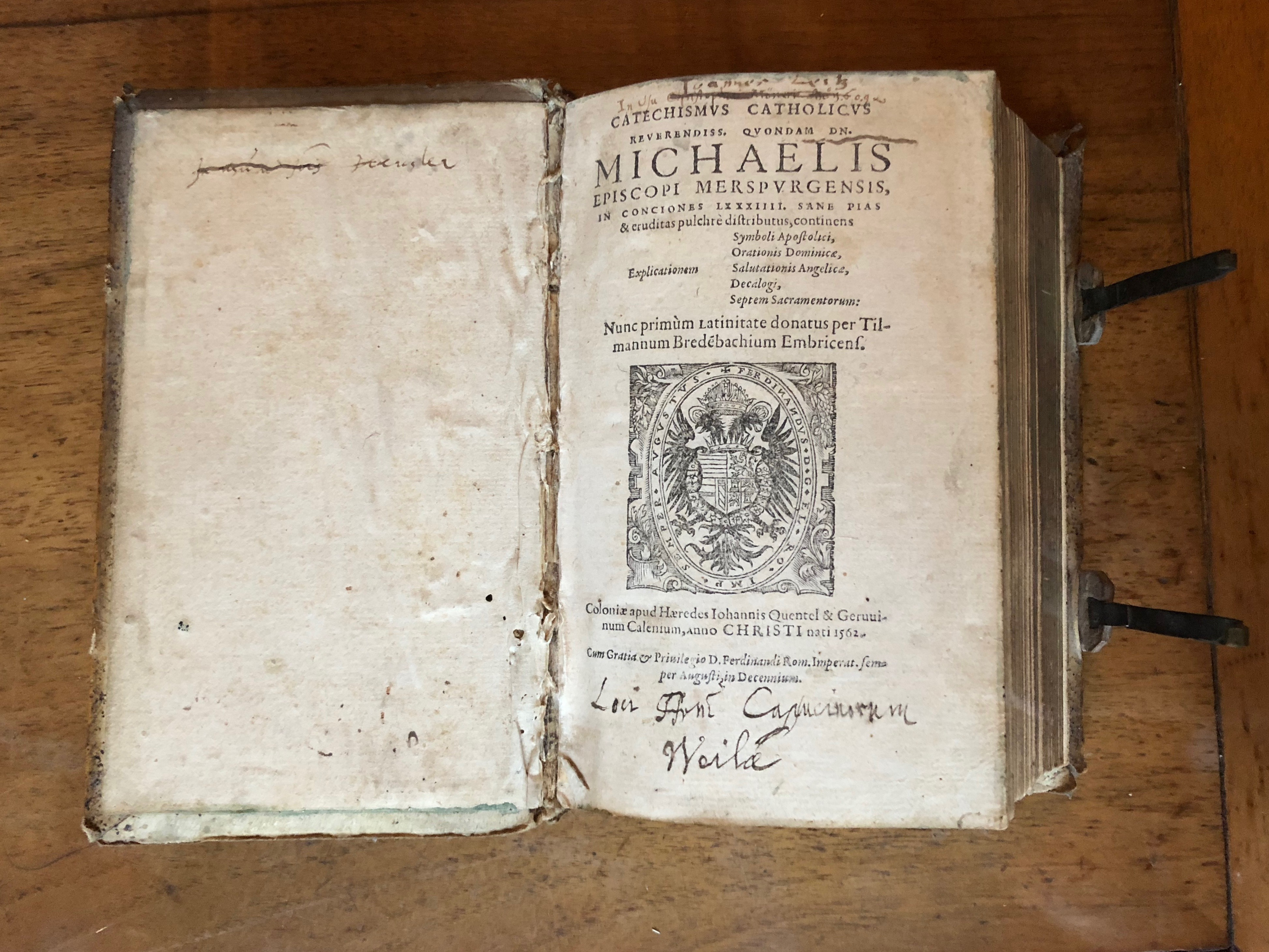
Katechismus von 1562

Michael Helding (auch Sidonius genannt; * 1506 in Langenenslingen bei Riedlingen/Sigmaringen; † 30. September 1561 in Wien) war ein katholischer Bischof, Gelehrter, Schriftsteller und Humanist.

## Leben
Geboren als Sohn des Müllers Konrad Helding und seiner Ehefrau Barbara geb. Kneb (Knab), immatrikulierte er sich im Herbst 1525 an der Universität Tübingen. Schon Pfingsten 1527 wurde er zum Baccalaureus und Weihnachten 1528 zum Magister promoviert. Sodann ging er als Lehrer nach Mainz und übernahm 1531, auf Empfehlung des Domdekans Johannes von Ehrenberg, das Rektorat der Domschule. Hier kam er eng mit dem Humanismus in Berührung, dem er zeitlebens verbunden blieb. Zum Priester geweiht holte ihn Ehrenberg 1533 als Hilfsprediger an den Mainzer Dom, 1536–1550 wirkte er dort als Dompfarrer.
Kardinal Albrecht von Brandenburg berief Helding am 18. Oktober 1537 zum Titularbischof von Sidon und Mainzer Weihbischof. Am 4. August 1538 erteilte er ihm in der Stiftskirche Aschaffenburg, die Bischofsweihe. 1543 promovierte Helding zum Doktor der Theologie. Im selben Jahr wurde ihm eine Professur an der Universität Mainz übertragen. 1540/1541 nahm er als katholischer Delegierter am Wormser Religionsgespräch teil, bei der Eröffnung des Konzils von Trient, am 13. Dezember 1545, war er als einziger deutscher Bischof anwesend, ebenso beteiligte er sich 1546 am Regensburger Religionsgespräch. Beim „geharnischten“ Reichstag zu Augsburg (1547/48) wirkte er als Mitverfasser des Augsburger Interims mit. Dies zog ihm die harsche Polemik des Matthias Flacius und anderer Protestanten zu. Im Dezember 1550 zog er als Nachfolger des protestantischen Georg III. von Anhalt als letzter katholischer Bischof im Bistum Merseburg ein. Beim Augsburger Reichstag 1555 war er ebenso zugegen wie im Herbst 1557 auf dem Wormser Religionsgespräch, wo seine Fragen die lutherischen Theologen gegeneinander in Streit und Zwietracht verwickelten.
Am 7. Mai 1558 wurde Michael Helding Kammerrichter und schließlich Präsident des Reichskammergerichtes in Speyer. In Merseburg setzte er deshalb einen Verwaltungsrat ein und lebte nun abwechselnd in Speyer und Wien. 1561 ernannte ihn Kaiser Ferdinand I. dort zum Vorsitzenden des Reichshofrates. Hier starb er im September des gleichen Jahres und fand im Stephansdom seine letzte Ruhestätte.
Helding gilt als einer der bedeutendsten Vertreter des Reformkatholizismus seiner Zeit, der mittels Wort und Schrift versuchte, die Einheit des Glaubens zu bewahren und aktiv an der notwendigen Umgestaltung der katholischen Kirche mitzuarbeiten. Er blieb seinem Glauben treu und galt dennoch als reformfreudig und tolerant Andersgläubigen gegenüber.